# Дюрбе Мухамед-Шах-бея-Бен-Юде-Султан
Дюрбе Мухамед-Шах-бея-Бен-Юде-Султан (также иногда Эски-Дюрбе, Старинное дюрбе) — дюрбе (усыпальница, мавзолей) Биведе-Султан, дочки Аджаган-бея, матери Мухамед-Шах-бея, постройки, предположительно, конца XIV — начала XV веков. Находилось по нижнему течению реки Чурук-Су в Эски-Юрте (ныне части города Бахчисарай) на территории Азиза (кладбища). В настоящее время объект находится внутри квартала жилой застройки, между частных домовладений.
В Российской Федерации, контролирующей спорную территорию Крыма, является  объектом культурного наследия федерального значения; на Украине, в пределах признанных большинством государств — членов ООН
 границ которой находится спорная территория, — памятником культурного наследия национального значения.

## История
Дата постройки сооружения, как и его название, в отсутствие письменных исторических источников, условны. Специалисты предполагают, что оно, судя по архитектурному стилю, было возведено в конце XIV — начале XV веков, но не исключено, что и в ордынские времена. Дюрбе, которые строились позднее, — во времена Крымского ханства, были многогранными. Квадратная же форма характерна для старой крымскотатарской архитектуры и является показателем значительной древности: подобного рода сооружения (мечети) есть в Восточном Крыму и датируются XIII — началом XVI веков.

## Архитектура
Квадратные в плане стены на половине высоты образуют наклонные скосы, переходящие в верхней части к правильному восьмиугольнику. На него опирается правильный полусферический купол на парусах. В верхней части северной стены небольшое световое окно прямоугольной формы. Стены облицованы хорошо обработанным камнем порядовой кладки из тёмно-серого известняка. Часть купола обрушена. Вход с юга был подчёркнут порталом, от которого сохранился только один пилон с полукруглой нишей. Над входом плита с резной надписью: 
«Эту гробницу приказал построить Мухаммед-Шах-бей, сын Мухаммед-бея, для своей матери Бен-Юде-Султан, дочери Аджаган-бея». 
Несмотря на малые размеры (5,3 на 5,3 метра), памятник, благодаря крупным блокам облицовки и отсутствию декора, производит впечатление монументального сооружения. Наиболее близким ему по форме является дюрбе Ахмед-бея, но там скосы стен горизонтальные, а вместо сферического купола многогранная глава. Подобное дюрбе также сохранилось в селе Айвовое Бахчисарайского района.

## Современное состояние
Земельные участки вокруг памятника архитектуры ещё 1950-е годы были отданы под жилую застройку и сейчас находятся в частной собственности. В 1970-е годы была утрачена часть входного портала дюрбе. В конце 1990-х годов XX века на памятнике проводились небольшие реставрационные работы, которые, по мнению специалистов, необходимо продолжить после проведения археологических исследований. Также, по настоянию сотрудников Бахчисарайского историко-культурного и археологического музея-заповедника, требуется обеспечение беспрепятственного доступа к объекту культурного наследия со стороны специалистов, которые бы обеспечили контроль за его состоянием.
В 2004 году Бахчисарайским историко-культурным и археологическим музеем-заповедником была предложена концепция создания музея духовной культуры в Эски-Юрте, куда войдут все объекты Азиза (мавзолеи, отдельные могилы, места раскопок).